# Чепино
Че́пино (болг. Чепино) — село в Перницькій області Болгарії. Входить до складу общини Ковачевці.

## Населення
За даними перепису населення 2011 року у селі проживала 41 особа, усі — болгари.
Розподіл населення за віком у 2011 році:
Динаміка населення: